# Michele Scandroglio
Michele Scandroglio (Chiavari, 21 febbraio 1954) è un ex politico italiano.

## Biografia
Nel 2008 è stato eletto Deputato alla Camera per il Popolo della Libertà, nella circoscrizione Liguria.
È stato componente del Direttivo del Gruppo Parlamentare del Popolo della Libertà della Camera dei Deputati.

Nell'ambito della propria attività di deputato si è occupato prevalentemente delle politiche del lavoro.

È stato Componente degli organi parlamentari:
- IV COMMISSIONE (DIFESA) dal 21 maggio 2008 al 10 settembre 2010 (in sostituzione del Sottosegretario di Stato alla Difesa Giuseppe Cossiga);
- XI COMMISSIONE (LAVORO PUBBLICO E PRIVATO) dal 21 maggio 2008;
- III COMMISSIONE (AFFARI ESTERI E COMUNITARI) dal 10 settembre 2010 al 4 ottobre 2011 (in sostituzione del Sottosegretario di Stato alla Presidenza del Consiglio dei Ministri Paolo Bonaiuti);
- XII COMMISSIONE (AFFARI SOCIALI) dal 6 ottobre al 16 novembre 2011 (in sostituzione del Sottosegretario di Stato alla Presidenza del Consiglio dei Ministri Paolo Bonaiuti).

Ha ricoperto molti incarichi tra i quali si segnala
-già Componente il consiglio di amministrazione della SIP S.p.A Telecom Italia; 1990 - 1994 
-già Componente il Consiglio di amministrazione di Ferrovie Nord Milano S.p.A; 1989 - 1993 
-già Componente il Consiglio dell'ISVAP Autorità garante sulle assicurazioni pubbliche e private 2003 - 2008 
- già Componente il Consiglio di amministrazione della SALT società autostradale ligure Toscana 2002 - 2008
Attualmente
-  è CONSOLE AH, ad honorem, della REPUBBLICA DI BULGARIA per Genova e la Liguria dal 2001;
- è vice Presidente e Portavoce Nazionale ASSOCONTACT - Confindustria Digitale 2014 ad oggi;
- è imprenditore nel campo dei servizi finanziari e della chimica industriale;
- è promotore del PROGETTO LEVANTE per lo sviluppo e la crescita del territorio del TIGULLIO Ligure;
- è Membro del Consiglio UNIREC CONSUMATORI dal marzo 2016;
- è Presidente del Consorzio Grifo (porto di Rapallo);
Onorificenze
- Commendatore al merito della Repubblica Italiana
- Cavaliere dell'Ordine Equestre del Santo Sepolcro di Gerusalemme
Luigi Morgillo attualmente indagato e rinviato a giudizio per le spese pazze in Regione Liguria, ex vicepresidente del consiglio regionale della Liguria, nel settembre 2012, via Twitter, scrive al segretario nazionale del Pdl Angelino Alfano chiedendo la destituzione di Scandroglio giudicato incapace di governare il partito in Liguria. In seguito i Coordinamenti Provinciali del PdL di Savona, Imperia e La Spezia oltre che il Coordinamento Regionale della Giovane Italia ne deliberano la sfiducia da Coordinatore Regionale. Il 1º dicembre, in una drammatica riunione del Coordinamento Regionale, viene votata la sfiducia dopo un duro intervento di [Claudio Scajola) che lo accusa di tradimento per non aver ricevuto sostegno riguardo ai suoi guai giudiziari, ndr" casa comprata a sua insaputa"  ("Non puoi guardarmi in faccia per pudore. Ti ho nominato io e ora ti tolgo la fiducia. Fatti da parte"), Scandroglio e la sua componente escono dalla sala dichiarando la nullità della deliberazione per assenza del numero legale. L'on le Sacndroglio rimane al suo posto di coordinatore regionale avendo riscontrato la fiducia nei suoi confronti del Presidente Berlusconi e del segretario politico Alfano
Il 13 settembre seguente, in favore del Tribunale di Chiavari, è intervenuto in Commissione Giustizia alla Camera nell'ambito dell'audizione del ministro Paola Severino sull'attuazione della delega in materia di revisione della geografia giudiziaria.
Il 14 novembre insieme ai deputati liguri Sandro Biasotti, Eugenio Minasso e ai senatori Giorgio Bornacin e Luigi Grillo, con un documento sottoscritto, nasce il Comitato pro-Alfano per le primarie del PdL.
Il 21 novembre presenta alla Camera la proposta di legge sul reintegro di capitale delle società che operano nei territori colpiti da calamità naturale.
Scambio di denunce tra ex parlamentare MFScandroglio nel maggio 2014 e la moglie, che si stanno separando, la moglie lo denuncia ai carabinieri di Lavagna per essere stata minacciata. Scandroglio contemporaneamente promuove querela contro la moglie presso la procura di Roma.
Il 23 settembre 2015 viene nominato vice presidente di Assocontact (associazione nazionale dei contact center in outsourcing) con delega allo sviluppo associativo e portavoce del presidente Roberto Boggio.
L’8 luglio 2020 torna alla politica attiva: come vice responsabile nazionale del Dipartimento Ambiente di  Fratelli d'Italia affianca il consigliere regionale uscente Matteo Rosso (ex PDL come lui) alla guida del partito in Liguria in vista delle elezioni regionali di settembre.
A Ottobre 2021 esce da Fratelli d'Italia, abbandonando ogni incarico politico attivo
Nel settembre del 2022 viene scelto come presidente del consorzio che gestisce il porto di Rapallo.